# Terrilimosina intricata
Terrilimosina intricata är en tvåvingeart som beskrevs av Papp 1991. Terrilimosina intricata ingår i släktet Terrilimosina och familjen hoppflugor.
Artens utbredningsområde är Pakistan. Inga underarter finns listade i Catalogue of Life.